# Тобечикское озеро
Тобечи́кское о́зеро, а также Тобечи́к (укр. Тобечикське озеро, крымскотат. Töbeçik gölü, Тёбечик голю) — солёное озеро на юге Керченского полуострова на территории Ленинского района Крыма. Площадь — 18,7 км². Тип общей минерализации — солёное. Происхождение — лиманное. Группа гидрологического режима — бессточное.

## География
Входит в Керченскую группу озёр, третье по площади в этой группе, после Акташского и Узунларского. Длина — 9 км. Ширина средняя — 2 км, наибольшая — 4,5 км. Глубина средняя — 1 м, наибольшая — 1,2 м. Площадь водосбора — 189 км². Озеро является лечебным и используется для рекреации. Ближайшие населённые пункты: село Огоньки расположено на северном берегу, Костырино — южном берегу; Челядиново — севернее озера.
Тобечикское озеро отделено от Чёрного моря перешейком. Озёрная котловина водоёма неправильной удлинённой формы вытянутая с запада на восток с извилистой береговой линией.  Озеро имеет береговые отмели вдоль всего берега. Незначительные участки берега озера обрывистые с берегами высотой 5 и 9 м. В озеро впадает шесть сухоречий балок, крупнейшее из которых — балка Ичкин-Джилга, впадающая в западную часть озера и образующая солончаки (где расположено урочище Плавни). Западнее озера проходит дорога местного значения сообщения Челядиново — Огоньки — Марьевка, восточнее (по перешейку) — Челядиново — Заветное.
Озеро зарастает водной растительностью преимущественно на опреснённых участках — в лагунах у пересыпей, в устьях впадающих балок, в зоне выходов подземных вод. Тут интенсивно развиваются различные водоросли, вплоть до цветения воды.
Среднегодовое количество осадков — 400—450 мм. Питание: поверхностные и подземные воды Причерноморского артезианского бассейна.

## История
Весной 1942 на озере находился гидроаэродром 119-го разведывательного авиационного полка ВВС флота с летающими лодками МБР-2.